# Абдуллах аль-Хафит
Абдуллах аль-Хафит (араб. عبد الله الحافظ‎; род. 25 декабря 1992, Эд-Даммам) — саудовский футболист, защитник клуба «Аль-Вахда» (Мекка).

## Клубная карьера
Абдуллах аль-Хафит начинал свою карьеру футболиста в клубе «Аль-Иттифак». 20 сентября 2011 года он дебютировал в саудовской Про-лиге, выйдя на замену в самой концовке домашнего матча против «Аль-Иттихада». В конце того же года он перешёл в команду португальской Примейры «Униан Лейрия». 24 февраля 2012 года Абдуллах аль-Хафит сыграл свой первый матч в чемпионате Португалии, выйдя в основном составе в гостевом поединке против «Маритиму». В сезоне 2012/13 он был игроком португальской команды «Пасуш де Феррейра», но не сыграл за команду ни одного официального матча.
Летом 2013 года Абдуллах аль-Хафит вернулся в Саудовскую Аравию, подписав контракт с «Аль-Хилялем». Вторую половину сезона 2015/16 он провёл на правах аренды за «Хаджер».

## Достижения
«Аль-Хиляль»
- Чемпион Саудовской Аравии (1): 2016/17
- Обладатель Кубка короля Саудовской Аравии (1): 2015, 2017
- Обладатель Суперкубка Саудовской Аравии (1): 2015